# 천방지축마골피
천방지축마골피 또는 천방지추마골피는 문헌 기록이 없어 출처와 유래를 알 수 없는 대한민국의 도시전설이다. 근대화 기간 쯤에 이 도시전설이 알려지기 시작했단 소리가 있지만, 확실하진 않다.

## 속설
천(天)은 무당, 방(方)은 목수, 지(地)는 지관, 축(丑)은 소를 잡는 백정, 마(馬)는 말을 다루는 백정, 골(骨)은 뼈를 다루는 백정, 피(皮)는 짐승의 피를 다루는 백정이라는 내용의 속설이 있다고 한다. 그러나 이 속설은 역사서나 문헌에 기록이 없어 유래를 알 수 없으며, 조선왕조실록에도 해당 성을 가진 백정은 발견되지 않는다. 역사적으로 유명한 백정으로는 구한말 만민공동회에서 연설한 박성춘, 박서양 부자, 1923년 형평사운동을 전개한 백정 이학찬, 장지필 등이 있다.
전국 약 3만여권의 족보를 소장하고 있는 부천족보전문도서관의 김원준 관장은 "천민은 기본적으로 성씨에 대한 기록이 없다."고 단언했다. 천민은 성씨를 가지는 일이 거의 없기 때문에 ○성을 가진 사람의 조상은 천민'이라는 말이 성립되지 않는다는 것이다. "단 민란 등 중죄를 일으킨 이에게 동물을 뜻하는 글자를 성씨로 부여하는 일은 있었지만 후손들이 죄인임을 뜻하는 그 성씨를 잇지 않고 다른 성씨로 바꾸기 때문에 대대로 이어지는 일은 없다."며 "'천방지축마골피'와 같이 희귀한 성을 갖고 있는 사람들이라면 중국에서 넘어 와 정착한 이라든지 새 왕조를 여는데 공헌한 개국공신으로서 임금에게 새 성씨를 하사받은 이의 후손일 가능성이 크다"고 말했다.
김진우 한국성씨연구소장은 이 속설에 대해 "우리나라는 조선 중기 이후 신분제의 동요로 상민들이 돈을 주고 현달한 다른 족보에 이름을 올린 경우가 많았다. 희성씨가 종원수가 상대적으로 적다하여 천계(賤系)인 것처럼 말하지만 근거가 전혀 없는 악의적 통설이다. 18세기 이후 탁보(잘못된 족보)가 성행하면서 상대적으로 인구가 적은 희성씨를 마치 천계인 것처럼 퍼뜨린 것이다." 하였다.
역사학자 이덕일 박사는 "천방지축마골피는 천계가 아니다. 이는 잘못된 상식이다. 천(千)씨, 방(房)씨, 방(方)씨, 지(池)씨 등은 중국에서 귀화한 성씨이며, 천계라는 것은 어불성설이다. 이러한 통설은 호사가들이 악의적으로 만든 내용이 아무런 검증 없이 무차별적으로 사용됨으로써 많은 사람들에게 치명적인 피해를 입힌 경우이다."라고 하였다.
경남향토사연구회 회장 송종복 사학 박사는 "천민은 성(姓)이 없었다. 전 국민이 성을 갖게 된 것은 갑오경장(1894년)부터이며, 갑오경장 전에 성을 가진 인구는 30%에 불과했지만, 신분제가 폐지되고 1909년 민적법이 시행됨에 따라 흔한 성씨로 숨어든 천민의 후손들이 자신의 신분을 ‘카무플라주(camouflage)’하는 의미에서 ‘천방지축’(天方地軸ㆍ하늘 방향과 땅의 축이 어디인지 모른다)에 착안해 입지보전책으로 퍼트린 낭설이다."라고 했다.
국사편찬위원회 편사부장을 지낸 박홍갑 박사도 저서 《우리 성씨와 족보 이야기》를 통해 천방지축마골피에 관련된 도시전설이 잘못된 오해라고 했다. 또한 17세기 말까지 성관을 가진 인구 비율은 50% 내외였지만, 그 후 100년이 지나서는 90%를 넘는 사람이 성관을 지닌 것으로 파악됐다며, 영조 때 한양 한복판에 인쇄 시설을 갖추고 족보 장사를 하다가 적발되는 사건까지 벌어졌다고 설명했다.

## 성씨
축씨는 1930년, 1985년, 2000년 실시한 인구조사에서 단 한명도 없어 존재하지 않는 성씨인 것으로 나타났다.
- 천씨는 일천 천(千)을 사용하는 영양 천씨와 하늘 천(天)을 사용하는 천씨가 있다.
  - 천(千)씨는 영양 천씨 단본이며, 『영양천씨매헌공가승보(潁陽千氏梅軒公家乘譜)』에 의하면 시조는 명나라 홍무(洪武) 연간에 도총장(都總將), 판도승상(版圖丞相)을 역임한 천암(千巖)이다. 중시조 천만리가 명나라 영량사 겸 총독장(領糧使兼摠督將)으로 조선에 파병되어 임진왜란과 정유재란 때 왜군을 섬멸하는 공을 세우고, 조선에 귀화하여 한국 천씨가 비롯되었다.[8]
  - 천(天)씨는 2015년 통계청 조사에서 141명으로 조사되었다. 천명익(天命翊)이 조선 정조 4년(1780년) 생원시에 합격했다.

- 방씨는 모 방(方)을 사용하는 온양 방씨와 방 방(房)을 사용하는 남양 방씨가 있다.
  - 방(方)씨는 중국 염제(炎帝) 신농씨(神農氏)의 10세손인 유망황제(楡罔皇帝)가 장남인 뢰(雷)에게 사패지(賜牌地)를 주어 하남성(河南省) 방산(方山) 지방에 봉하였고, 지명을 따서 방씨로 득성하였다. 방뢰의 134세손 방지(方智)가 당(唐)나라 한림학사(翰林學士)로서 669년 나당동맹(羅唐同盟)의 문화사절로 신라에 동래하여 온양 방씨의 시조가 되었다. 6세손 방운(方雲)이 고려 태조를 도와 대장군(大將軍)을 거쳐 좌승지(左承旨) 등을 역임한 후 광종 때 좌복야(左僕射)에 올랐으며, 993년(성종 12) 온수군(溫水君)에 봉해졌다. 고려사에 낭장 방휴(方休), 호부상서(戶部尙書) 방오계(方吳桂),[9] 평양윤(平壤尹) 방우선(方于宣),[10] 좨주(祭酒) 방순(方旬) 등이 기록되어 있고, 조선왕조실록에 성균관전적(成均館典籍) 방강(方綱), 병조판서(兵曹判書) 방유령(方有寧),[11] 지돈녕부사(知敦寧府事) 방호의(方好義),[12] 군수 방덕룡 등이 기록되어 있으며, 이순신 장군의 장인이 보성군수 방진(方震)이다.
  - 방(房)씨는 당 태종 때 재상인 방현령의 둘째 아들 방준(房俊)이 당나라 8학사 중 한 사람으로 고구려에 들어와 당성(唐城)에 정착하였다고 한다. 방현령의 후손으로 삼한벽상공신(三韓壁上功臣)에 오른 방계홍(房季弘)을 남양 방씨의 1세조로 한다. 9세손 방사량(房士良)이 직제학(直提學)으로서 1391년(고려 공양왕 3년) 시무 11조를 건의하고 형조정랑(刑曹正郞)으로 임명된 사실이 고려사에 기록되어 있다.[13]

- 지씨는 못 지(池)를 사용하는 충주 지씨와 슬기 지(智)를 사용하는 봉산 지씨가 있다.
  - 충주 지씨(池)의 시조 지경(池鏡)은 중국 송나라 태학사로서 광종 때 사신으로 고려에 왔다가 귀화하여 금자광록대부태보평장사에 이르렀다고 한다. 《고려사》에 경상도안찰사(慶尙道按察使) 지자심(池資深),[14] 지첨의부사(知僉議府事) 지윤보(池允輔),[15] 문하찬성사(門下贊成事)·판판도사사(判版圖司事) 지윤(池奫), 서북면상원수 겸 평양윤 지용수(池龍壽), 판삼사사(判三司事) 지용기(池湧奇) 등이 높은 관직을 지낸 사실이 기록되어 있다. 고려 말 재상에 오른 지윤(池奫)의 사위는 조선 태조 이성계의 장남 진안대군이며, 지윤의 딸 성빈 지씨는 정종(定宗)의 후궁으로 덕천군과 도평군의 어머니고, 숙의 지씨는 의평군, 선성군, 임성군의 어머니다. 지용기의 아들 지유용도 조선시대 음서로 판의주목사(判義州牧使)를 역임하였으며,[16] 지용수의 외손자는 세종 때 집현전 대제학을 지낸 최만리다. 단종 때 우의정 정분(鄭苯)의 생질이 지정(池淨)이고, 성종 때 영의정 윤필상의 사위가 현감(縣監) 지준(池浚)이며,[17] 그의 현손이 지여해와 지덕해다.
  - 봉산 지씨(智)의 시조 지채문(智蔡文)은 1026년(현종 17) 상장군(上將軍)·우복야(右僕射)가 되고 1031년(덕종 즉위) 1등공신에 추록된 명장으로 고려사에 기록되어 있다.[18]

- 추씨는 가을 추(秋)를 사용하는 추계 추씨와 추나라 추(鄒)를 사용하는 추씨가 있다.
  - 추계 추씨(秋)의 시조 추엽(秋饁)은 송나라 고종 때 문과에 급제하여 적부라(籍符羅)를 지냈고, 고려 인종 때 가솔을 이끌고 함흥(咸興) 연화도에 정착하였다. 손자 추적(秋適)이 고려 충렬왕 때 문과에 급제하여 민부상서(民部尙書)와 예문관 대제학을 역임하였고,[19] 시랑국학교수(侍郞國學敎授)로 재임할 때 『명심보감』을 엮어 가르쳤다.[20]

- 마씨는 말 마(馬)를 사용하는 장흥 마씨, 목천 마씨와 삼 마(麻)를 사용하는 영평 마씨, 상곡 마씨가 있다.
  - 장흥 마씨(馬)는 은나라 군자 마완(馬浣)을 시조로 하고, 백제 개국공신 마려(馬黎)를 득관시조로 하며,[21] 고려 선종 때 판개성윤(判開城尹)을 지낸 마혁인(馬赫仁)을 기세조로 한다. 고려사에 마천린이 1363년(공민왕 12) 1등공신에 책록되었고, 마천목(馬天牧)은 1401년(태종 1) 좌명공신에 녹훈되어 정1품 장흥부원군에 봉해졌다.[22] 또한 마승(馬勝) 등 자손들도 음서로 관직에 진출하고 시호(諡號)가 추증된 사실이 조선왕조실록에 기록되어 있다.[23] 마천목의 사위가 신숙주의 숙부인 신평(申枰)이고, 그의 외손녀인 장흥부부인(長興府夫人)이 영의정 윤기견과 혼인하였으며, 외증손녀가 조선 제10대 왕 연산군의 어머니인 폐비 윤씨로 조선 왕실과도 혈통으로 연결된다. 목천 마씨는 신정군(新定君) 마경수(馬坰秀)가 많은 양인과 100경(頃)이 넘는 토지를 점유하고 있던 호족으로 고려사에 기록되어 있고, 아들 목사 마희원은 안렴사 김사렴(金士廉)의 딸과 혼인하였다. 조선시대에는 마희경, 마상원, 마현겸, 마맹하, 마지휘, 마사인, 마한량 등이 사마시와 문과에 급제하였다. 태종의 제1서자 경녕군(敬寧君)의 1계부인도 군부인(郡夫人) 마씨(馬氏)다.
  - 영평 마씨(麻)는 918년(태조 원년) 고려 개국공신 2등에 녹훈된 마난(麻煖)을 시조로 한다.[24] 상곡 마씨(麻)는 정유재란 때 명나라 원군으로 조선에 온 마귀(麻貴) 제독(提督)의 후손이다.
- 골(骨)씨는 조선시대에 강화 골씨가 있었으나 현재는 이어지지 않고 사라진 성씨이다. 계공랑(啓功郞) 품계로 기자전참봉(箕子殿參奉)을 지낸 골귀손(骨貴孫)의 아들 골인서(骨仁瑞)가 조선 선조 1년(1567년) 진사시에 급제하였다.[25]

- 피씨는 가죽 피(皮)를 사용하는 홍천 피씨, 단양 피씨, 괴산 피씨가 있다. 피(皮)씨는 중국 천수(天水)에서 계출된 성씨이며, 주나라의 번중피(樊仲皮)라는 경사가 공명이 있어 이름 마지막 글자인 피자를 따서 성으로 삼았다. 홍천 피씨의 시조 피위종(皮謂宗)은 중국 송나라에서 금오위상장군(金吾衛上將軍)을 지냈는데, 정종조에 동국안렴사(東國按廉使)로 고려에 왔다가 귀화하여 병부시랑(兵部侍郞)을 지내고, 좌사의대부(左司議大夫)로 추증되었다. 피위종(皮謂宗)이 1025년(현종 16) 병부낭중(兵部郞中)의 관직을 역임한 사실이 《고려사》에도 기록되어 있다.[26] 동국여지승람과 목민심서 등에 고려 말 용담현령(龍潭縣令)을 역임한 피원량(皮元亮)이 왜구를 격퇴한 사실이 기록되어 있고,[27] 고려 공양왕 2년 문과에 급제하여 상서(尙書), 광주교수관(廣州敎授官) 등을 역임한 피자휴(皮子休)가 태종실록에 기록되어 있다.[28]ps:골씨는없다.축씨도없다.

## 가수
가수 마골피의 예명을 여기서 따온 것으로 알려졌다.